# Franz von Raigesfeld
Franz von Raigesfeld SJ (* 16. November 1736 in Graz; † 16. Juli 1800) war ein römisch-katholischer Ordensgeistlicher und Weihbischof in Laibach.

## Leben
Von Raigesfeld trat in die Ordensgemeinschaft der Jesuiten ein. Er empfing am 25. August 1765 die Diakonen- und am 1. September desselben Jahres die Priesterweihe. 1777 erfolgte seine Inkardination als Priester des Bistums Triest.
Am 1. Juni 1795 wurde Franz von Raigesfeld zum Weihbischof in Laibach und Titularbischof von Derbe ernannt. Die Bischofsweihe spendete ihm am 8. Oktober desselben Jahres Fürstbischof von Laibach und Bischof von Zips, Michael Léopold Brigido von Marenfels und Bresoviz. Raigesfeld blieb bis zu seinem Tod am 16. Juli 1800 als Weihbischof im Amt.